# النبي هوري
النبي هوري والتي تعرف أيضا بـ (مدينة كورش) تقع شمال شرق مدينة عفرين بنحو 45كم، وتبعد عن مدينة حلب 70كم، يمر إلى الشرق منها نهر الصابون، ويوجد في الموقع قلعة النبي هوري.

## التسمية
للموقع تسميات عديدة، وهو يعرف اليوم «بنبي هوري» أو قلعة النبي هوري، أما الاسم اليوناني للمدينة فهو «سيروس»، كما سميت «أجيابولس» أي مدينة القديسين كوزما ودميانوس وقد بُنيت كنيسة ٌحول قبريهما، وكنيسة سمعان الغيور التي بناها ودفن فيها بعد موته.
المؤرخون العرب كتبوا اسمها «قورش» وأحياناً «كورش» نسبة إلى الملك الفارسي «كورش» حيث تعود المدينة القديمة إلى أيامه، وتقول بعض المصادر إلى أن التسمية اليونانية «سيروس» هو لفظ لأسم الملك «كورش»، أما المعجم الجغرافي السوري فيقول أنه من اسم مدينة سير هوس في مقدونيا. وتقول رواية أخرى بأن اسمها يعود إلى أوريا بن حنان أحد قادة النبي داوود الذي قتل في معركة جرت في الألف الأولى ق.م ودفن فيها.

## الموقع
تقع المدينة في الزاوية الشمالية الشرقية من منطقة عفرين. وتبعد عن الحدود الدولية مع تركيا 2كم. وتصل المسافة بينها وبين مدينة عفرين نحو45 كم، وعلى بعد 10كم من بلدة بلبل. وتتموضع على بعد 70كم إلى الشمال الغربي من مدينة حلب، يمر نهرالصابون بجوار منحدرها الشرقي منها بنحو 1.5كم. ويمتاز موقع المدينة بأنه محصن جغرافيا.

## الوصف المعماري
يتألف الموقع الجغرافي الذي تقع فيه مدينة النبي هوري من هضبتين، وتليه منطقة سهلية تمتد نحو الوادي والنهر، وشيدت المدينة على الهضبة الأقل ارتفاعا، وتقسم إلى قسمين: المدينة المنخفضة، والمدينة المرتفعة التي تضم القلعة، ويحيط بها بالكامل سور يعود للعصر البيزنطي، وتخترق السور أربع بوابات من الجهات الأربعة، ويتكون الجهاز الدفاعي من أسوار وأبراج وحصن إسلامي يتوضع في الجزء المرتفع من المدينة- المدفن الذي يتوضّع في الجهة الجنوبية من الموقع، ويعرف حالياً من قبل أهالي المنطقة بضريح النبي هوري، وهي التسمية الحالية للموقع، وتاريخ المدفن يعود إلى القرن الثاني أو بداية القرن الثالث الميلادي، ويعود إلى قائد روماني ثم إلى أحد رجال الدين المسيحيين، ففي العهد البيزنطي تحولت هذه المدينة إلى مدينة مسيحية بيزنطية ضمت عشر كنائس وأسقفية.

## المدينة عبر التاريخ

### مدينة سيروس (النبي هوري) خلال

#### الفترة اليونانية (312-64) ق.م
لا يعرف تاريخ بناء المدينة بدقة، حيث تنسب إلى فترة حكم سلوقس نيكاتور (312-280) ق.م. ونظرالأهمية موقع المدينة، فقد تمركزت فيها قوات عسكرية كبيرة لا يعرف تبعيتها لمدينة ما، وربما كانت مستقلة بذاتها. وفي تلك الفترة كان يضرب فيها النقود، وأيضا كانت مركزا هاما لعبادة الإلهين أثينا حامية البلاد العظيمة، وزيوس (إله الصاعقة). ويعتقد أن معبد زيوس كان على قمة الجبل المجاور للمدينة. وأصبحت سيروس مدينة حدودية بعد انسلاخ آسيا الصغرى عن الدولة السلوقية، إثر معاهدة أفاميا عام 188 ق.م، مما أفقدها أهميتها المدنية، وأصبحت مركزا لتجميع الجيوش، وتأمين الجنود الأشداء لملوك أنطاكية. وفي عام 83 ق.م، سيطر عليها ملك أرمينيا (تيكران) الكبير، فعمت الفوضى منطقتها، إلى أن استردها الرومان في عام 69 ق.م.

#### الفترة الرومانية
عند دخول القائد الروماني (بومبيوس الكبير) إلى سوريا عام 64 ق.م. أصبحت ولاية رومانية. وكانت سيروس في بداية العصر الروماني مسرحا لمعارك كبيرة بين الرومان والبارسيين (الفرس)، الذين اجتاحوا سوريا في عام 40 ق.م، وفي بداية سيطرة الرومان على مناطق سوريا استخدم الرومان سيروس وبصورة مؤقتة مركزا لقوة عسكرية كبيرة هي الفرقة العاشرة، وظلت كذلك في الثلثين الأولين من القرن الأول الميلادي. وبعد اتساع حدود الدولة الرومانية نحو الشرق، لم تعد سيروس منطقة حدودية، بل أصبحت مركزا لإحدى المناطق الإدارية الثلاث في سوريا، وعرفت بـ (سيروستيك) أو (قورستيكا) نسبة إلى عاصمتها مدينة سيروس، وكانت مدينة بيروا (حلب) تابعة لها.
وازدهرت منطقة سيروس في أيام الحكم الروماني البيزنطي، وخاصة في الفترة التي تسمى بالسلم الروماني، حتى أصبحت مفتاح منطقة الرافدين، وصلة وصل بين أنطاكية وتسويجما (مدينة نزب) في تركيا شرقي عنتاب، وسكت فيها العملة. وفيما بعد تم إنشاء الطريق الروماني المعبد بين بيروا ومدينة منبج، وتحول المركز الإداري لمقاطعة سيروستيكا إلى منبج، وأصبحت سيروس تابعا إداريا لها، ولكن أهميتها التجارية استمرت، وبقيت عقدة اتصال هامة في المنطقة طوال القرنين الثاني والثالث الميلاديين، وكان يتفرع من سيروس ست طرق رئيسية إلى الأقاليم المجاورة.
بعد استلام الأسرة الساسانية عرش المملكة البارسية سنة 227 م، غزا الفرس سوريا واحتلوا سيروس وأنطاكية سنة 257 م لفترة قصيرة، ولكن سرعان ما استعادها الرومان. ورغم أحداث الحرب، وظروف الاحتلال، بقيت سيروس مزدهرة، ومركزا دينيا مسيحيا، وسياسيا هاما حتى نهاية العصر الروماني. فقد كانت كنيسة (ديونيسيوس) في سيروس والمدينة، في عهد القيصر أناستاس ملجأ للهاربين دون أن يصابوا بأذى.

#### العصر البيزنطي (القرن الرابع الميلادي وحتى مجيء الإسلام)
جرى الانفصال السياسي بين بيزنطة وروما عام 330 م، وتشكلت على أثرها الدولة البيزنطية التي اعتنقت المسيحية. ويعود الفضل في معرفة المعلومات عن أحوال مدينة سيروس في هذه الفترة إلى كتاب التاريخ الديني، الذي ألفه أسقف سيروس المسمى تيودور أو تاودوره (رزق الله)، الذي استلم أسقفيتها اعتبارا من عام 423م. فقد ذكر تاودوره في كتابه أن منطقة سيروس كانت أبرشية تضم 800 كنيسة، أما إداريا، فقد كانت جزءا من ولاية الفرات. وأصبحت منطقة كبيرة طولها 80 كم، وعرضها 50 كم، تحيط بها أربع أبرشيات، هي: أنطاكية وعنتاب ومنبج وحلب. وكانت إداريا تضم: جبل الأكراد، وشيخ خوروس، وميدانكي وأعزاز، وكلز، وجبرين أعزاز، واكده، نيارا، وشيخ ريح، إضافة إلى العاصمة سيروس. وغيرها العديد من القرى. أما قلعة المدينة وسورها والعديد من الأبنية العامة، فقد بنيت بفضل الإمبراطور جوستينيان. في هذه الفترة أصبحت سيروس مقرا لفرقة عسكرية بيزنطية كبيرة.
وفي النصف الأول من القرن السادس للميلاد، تعرضت المدينة إلى غارات الفرس، وانتهت العمليات العسكرية بتوقيع معاهدة سلام بينهم وبين الإمبراطور جوستينيان في عام 532 م. إلا أن الفرس خرقوا المعاهدة بعد عدة سنوات وهاجموا سوريا مجددا، واحتلوا حلب وأنطاكية، واستمرت حالة الحرب والسلم بين الفرس والبيزنطيين حوالي قرن من الزمن، تبادلوا خلالها السيطرة على هذه المناطق من شمال سوريا، إلى أن طرد الإمبراطور البيزنطي (هرقل) طرد الفرس منها نهائيا في عام 630 م. ونتيجة للحروب السابقة، تعرضت سيروس للخراب مرتين في أعوام 540 و574 م. ونتيجة لذلك ضعفت أهميتها التجارية، ولكنها حافظت على أهميتها الدينية، وسميت في القرن السادس الميلادي (آجيا بوليس) المدينة المقدسة أو القديسين.

#### العهد الإسلامي
استسلمت مدينة سيروس إلى القائد الإسلامي عياض بن غنم عام 637م دون قتال، مقابل دفع الجزية. ونظرا لوقوعها على الحدود البيزنطية، فقد كانت لها أهمية عسكرية خاصة في أيام الأمويين والعباسيين. وقد أمر الخليفة الأموي الوليد بن عبد الملك، بنقل حجارة كنيسة سيروس، لاستعمالها في بناء جامع زكريا بحلب، فدفع الإمبراطور البيزنطي أموالا طائلة لقاء استرداد ثلاثة أعمدة من أعمدة الكنيسة، التي يقول عنها ابن الشحنة: أنها كانت من عجائب الدنيا السبع، ولكن الوليد رفض طلبه. وفي عهد الخليفة العباسي هارون الرشيد، كانت سيروس من جملة العواصم السبع، وفيها حامية عسكرية كبيرة تابعة إداريا لمنبج.
ثم استولى البيزنطيون على سيروس مجددا في عام 905 م، وبقيت في حوزتهم. إلى أن استولى عليها الصليبيون وأطلقوا عليها اسم (كوريسي)، وجعلوها من الإقطاعيات التابعة لكونتيسة إيديسا (رها الحالية).
وقد لعبت مدينة سيروس دورا هاما في الربط بين إمارتي أنطاكية والرها في الفترة الصليبية. وفي عام 1150م، بعد أن تم أسرالقائد البيزنطي جوسلين على يد مجموعة من سكان المنطقة المسلمين، سيطر نورالدين زنكي على سيروس، كما سقطت بيده قلاع وحصون الفرنجة في تلك الأنحاء، مثل أعزاز وراوندان، إلا أن نورالدين أمر بتدمير سيروس، والانسحاب منها عام 1157 م خوفا من عودة سقوطها بيد الفرنجة. كما أن زلزالا كبيرا حدث في عام 1140م كان قد أضر بالمدينة كثيرا.

## المعالم الأثرية المتبقية
بعد زلزال عام 1140 المدمر هجّرت المدينة تماماً وتحولت إلى إطلال مندثرة إلى أن قام مدير المعهد الفرنسي للآثار في لبنان «هنري سرينغ» في العام (1952) بالتنقيب فيها لسبع مواسم متتالية وكشف النقاب عن المعالم الأساسية وبعض أبنيتها.
من أبرز المعالم الأثرية الباقية لمدينة سيروس، هو المسرح الروماني الذي يعتبر أجمل مدرج روماني، ويعود بناؤه إلى القرنين الثاني والثالث الميلاديين، إضافة إلى شارعها الرئيسي والحمامات والمدافن التي بنيت عل قدر من الإبداع. وفيها قبر لقائد روماني على شكل برج مسدس الشكل لا يزال يحتفظ بكامل هيكله، يقع على الطرف الجنوبي الغربي للمدينة، في الغرفة الصغيرة تحت البرج مقام (قبر رمزي) مؤرخ لعام 703 للهجرة، وقد بني بجانب المدفن مسجد يعرف بـ (جامع النبي هوري)مؤرخ في عام 1276 للهجرة يؤمه المصلون المسلمون من القرى المجاورة في إقامة صلاة الجمعة والعيدين.
يزورها سنوياً الآلاف من سكان المنطقة نفسها ومن السياح العرب والأجانب للتعرّف على آثارها، والتمتع بمناظرها الخلابة.
الآثار في الموقع الذي يعود لعصور تاريخية قديمة، أما سبب التسمية فيعود إلى وجود دير قدم في المنطقة يقال أن أحد الرجال الصالحين (حوري) أقام فيه وتحول الاسم إلى هوري، وتاريخيا بعد ذلك أصبح المكان مركزا أساسيا لاستراحة القوافل التجارية في هذه المنطقة في سوريا.

## معرض صور

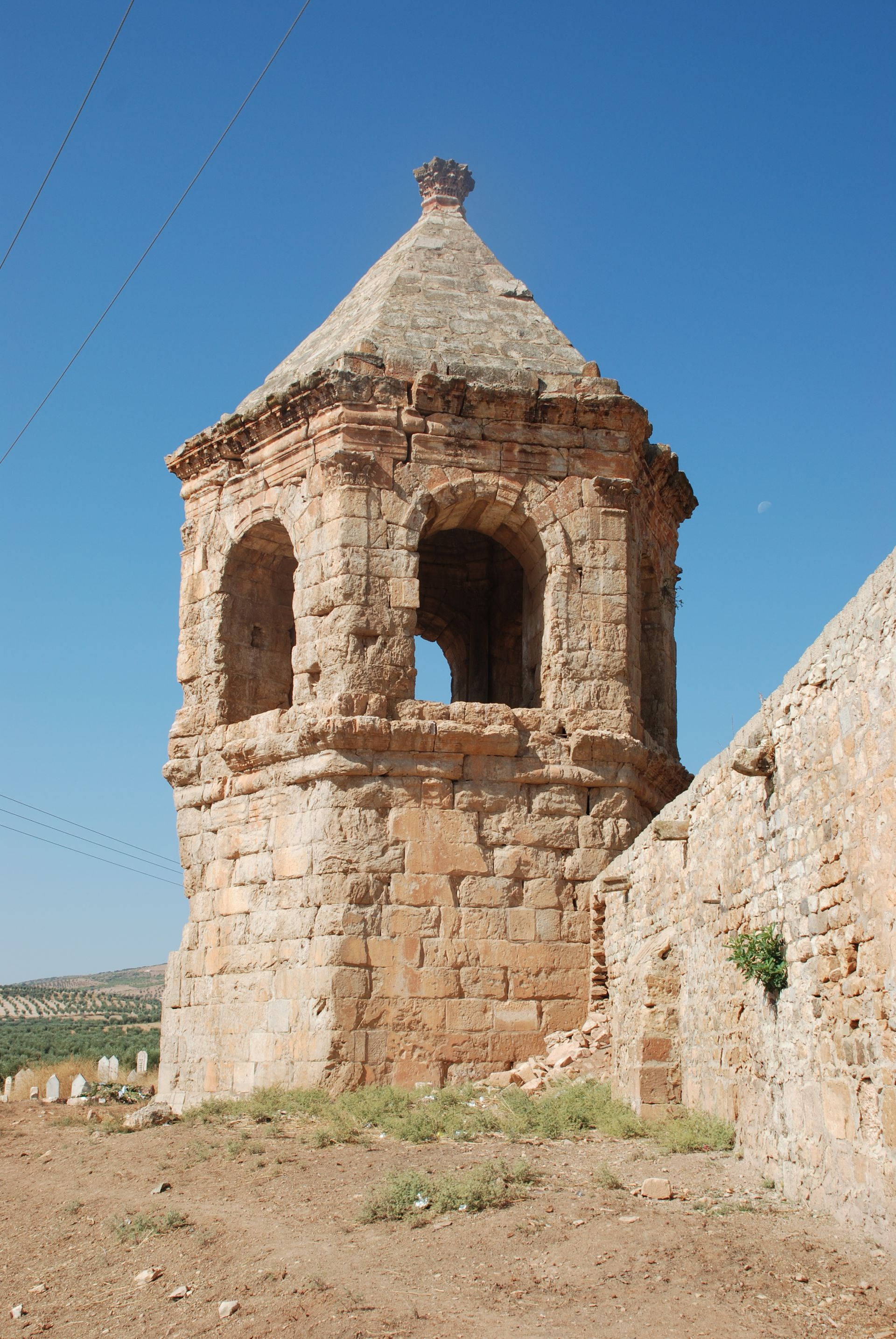
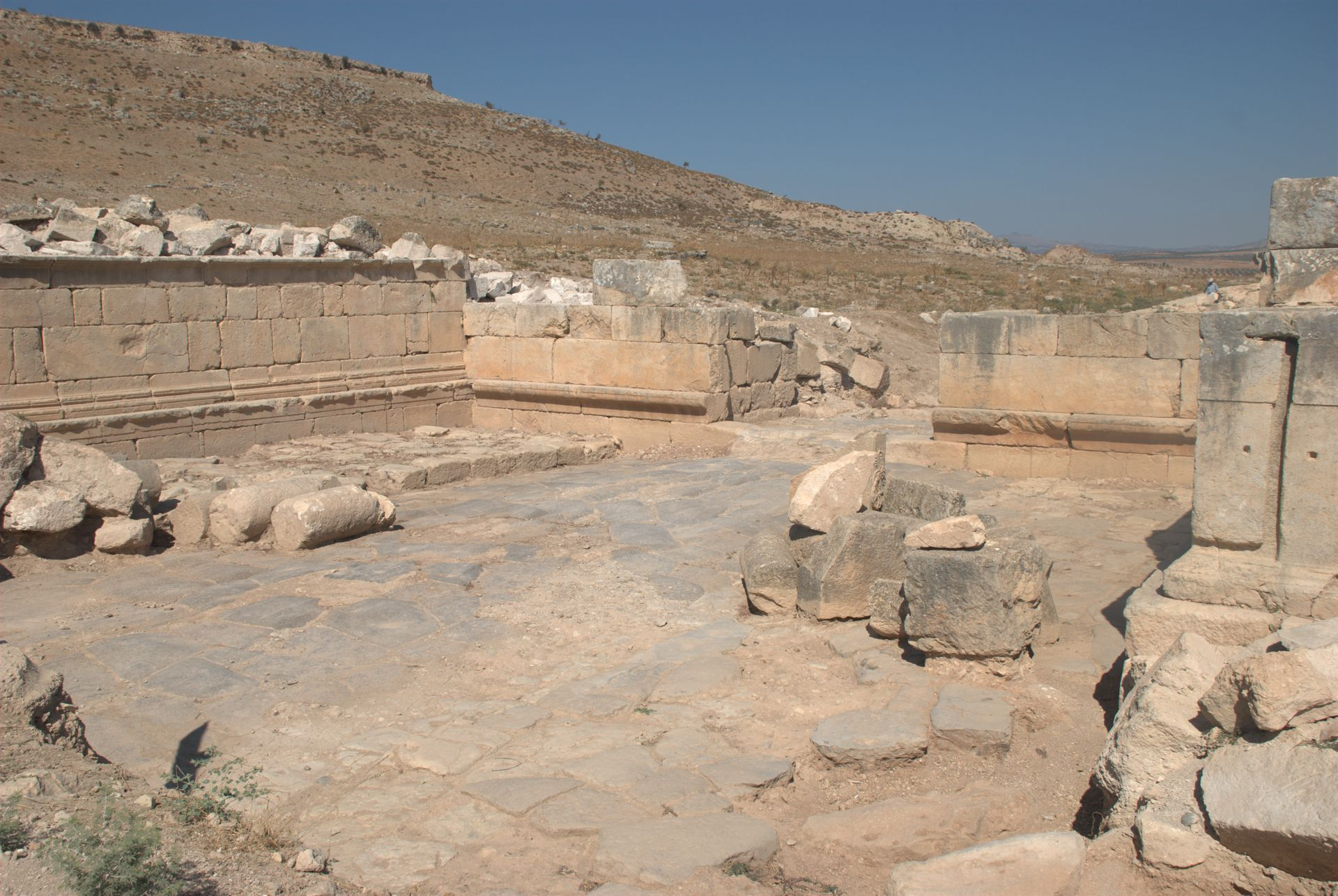
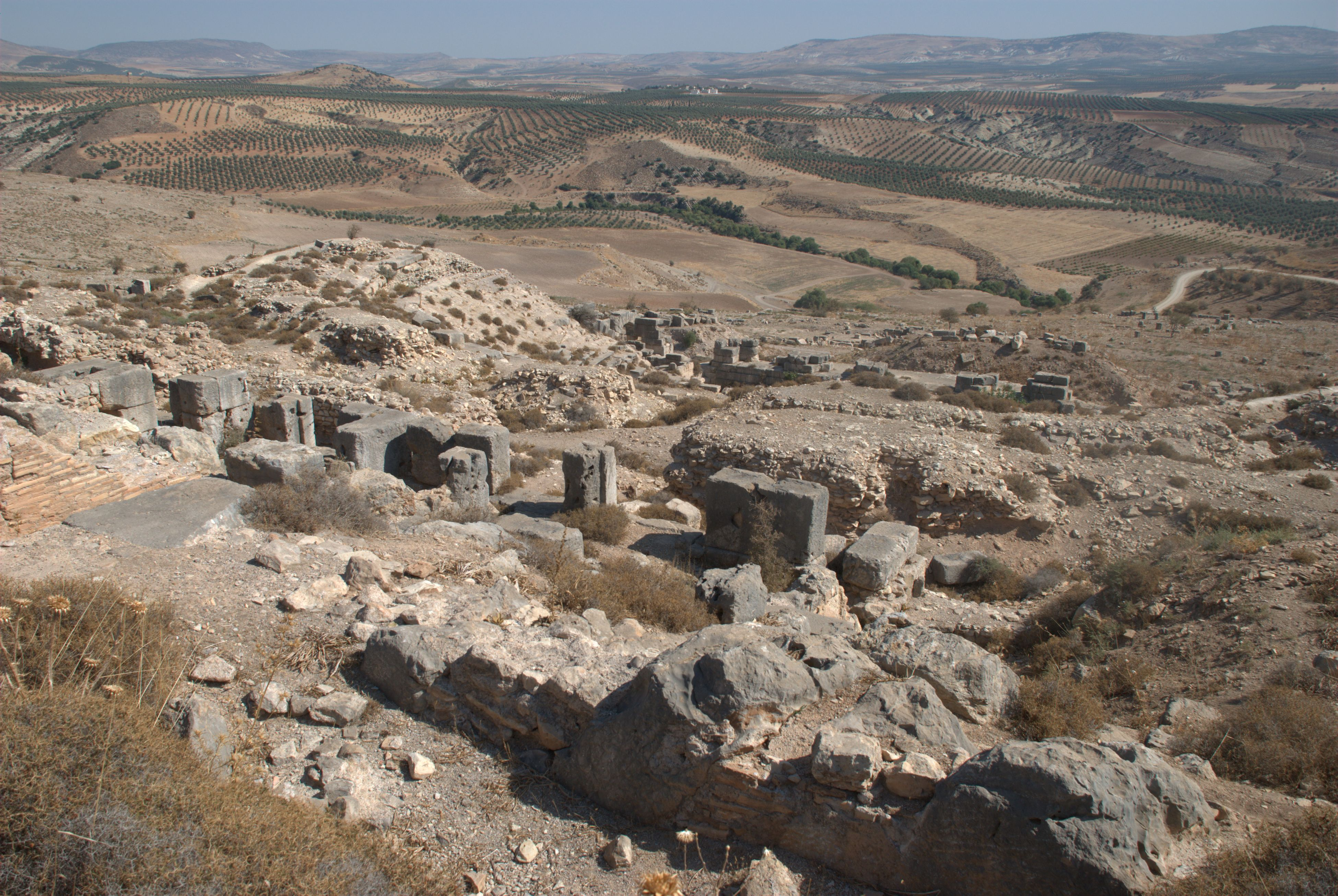